# Zhu Xiaodan

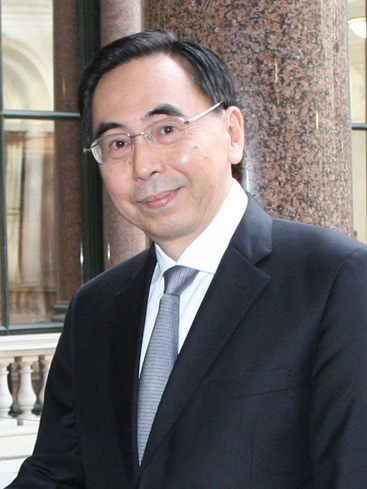
Zhu Xiaodan (2013)

Zhu Xiaodan (chinesisch 朱小丹, Pinyin Zhū Xiǎodān; * 1953 in Wenzhou, Provinz Zhejiang) ist ein Politiker in der Volksrepublik China.
Zhu trat 1975 der Kommunistischen Partei Chinas bei. Nach verschiedenen Positionen in Politik und Verwaltung in der Provinz Guangdong war er von 2006 bis 2010 Parteisekretär von Guangzhou.
2010 wurde Zhou zum Vize-Gouverneur von Guangdong bestellt. Von 2011 bis 2016 war er als Nachfolger von Huang Huahua, anfangs geschäftsführend, Gouverneur dieser Provinz.
Er ist  seit 2007 Kandidat des Zentralkomitees der Kommunistischen Partei Chinas.